# Gołąbek żółknący

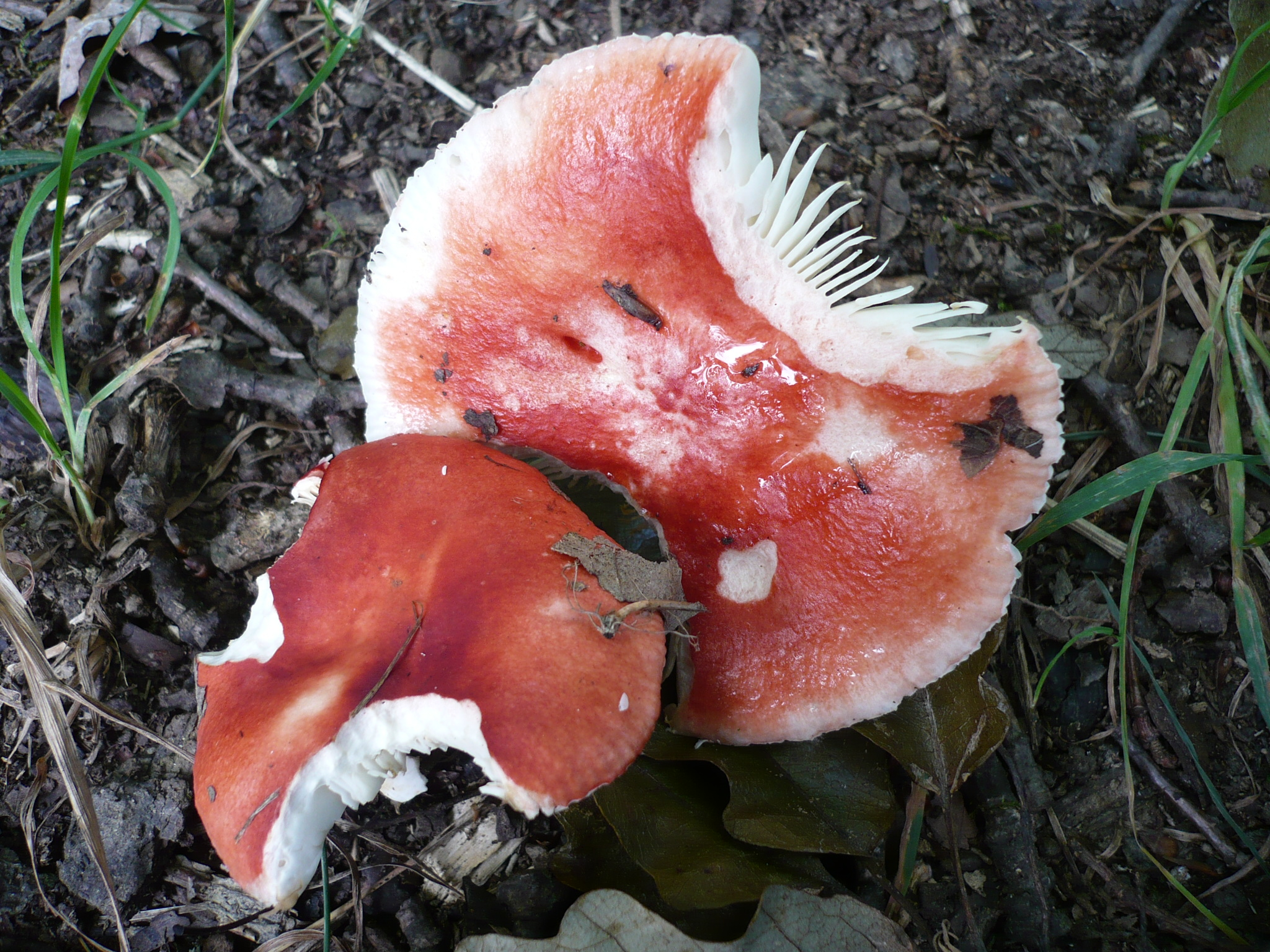

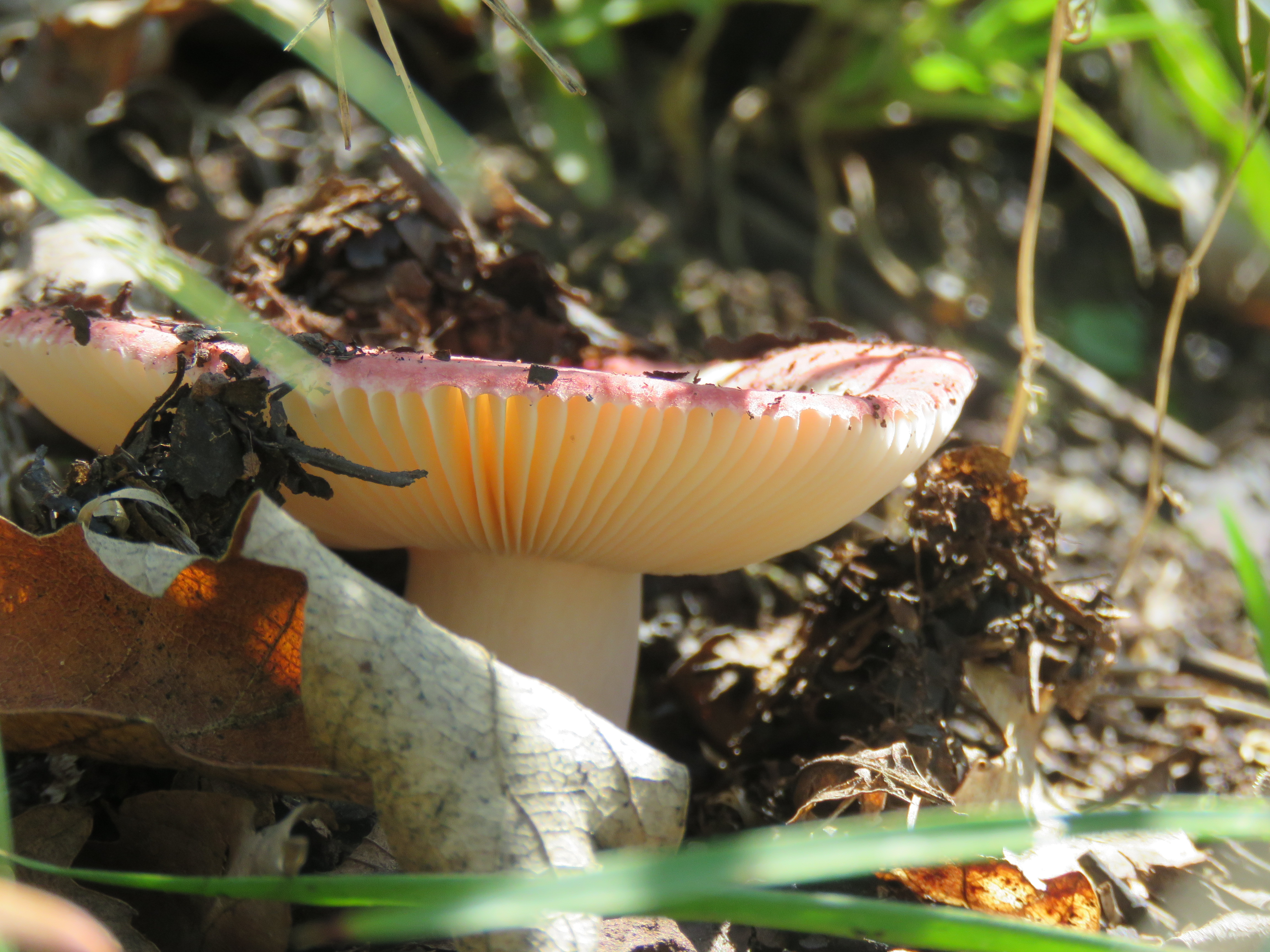

Gołąbek żółknący (Russula luteotacta Rea) – gatunek grzybów należący do rodziny gołąbkowatych (Russulaceae).

## Systematyka i nazewnictwo
Pozycja w klasyfikacji według Index Fungorum: Russula, Russulaceae, Russulales, Incertae sedis, Agaricomycetes, Agaricomycotina, Basidiomycota, Fungi.
Po raz pierwszy opisał go w 1922 r. Carleton Rea i nadana przez niego nazwa naukowa jest aktualna. Ma 9 synonimów. Są nimi wszystkie nazwy nadane jego odmianom i formom. Polską nazwę nadała Alina Skirgiełło w 1991 r.

## Morfologia
Kapelusz
Średnica 3–8,5 cm, 3–8,5 cm, kruchy, początkowo wypukły, następnie spłaszczający się i bardzo wcześnie w środku szeroko wgłębiony, a często nawet prawie lejkowaty. Brzeg zaokrąglony, podgięty, początkowo gładki, następnie dość szeroko bruzdowany, często nieregularny lub klapowany, pofalowany. Powierzchnia nieregularnie pagórkowata, o barwie od krwistoczerwonej do różowawoczerwonej, niezbyt ciemnej, ale intensywnej, bardzo silnie odbarwiająca się podczas deszczu, u starszych okazów z licznymi bladymi, kremowymi lub białawymi obszarami, czasem nawet całkowicie na brzegu biała.
Blaszki
Od średnio gęstych do bardzo rzadkich, grube lub cieńsze w zależności od okazu, czasem zespolone, prawie zawsze wyraźnie zbiegające, o szerokości 3–8 mm, białe, ale z lekko kremowym odcieniem, żółknące przy zgnieceniu lub uszkodzeniu.
Trzon
Wysokość 2–7 cm, grubość 0,6–1,6 cm, bardzo zmienny (czasami ekscentryczny lub nawet boczny), początkowo przeważnie maczugowaty, później zwężający się w kierunku podstawy, wrzecionowaty, rzadziej cylindryczny lub brzuchaty, czasami zakrzywiony lub nieregularny, początkowo dość twardy, potem trochę gąbczasty. Powierzchnia biała, często przebarwiona na różowo, przynajmniej w miejscach, które mogą samorzutnie żółknąć u podstawy, po zarysowaniu jasno cytrynowożółta, ale czasami dopiero po kilku godzinach, gdyż zabarwienie nie jest zbyt wyraźne.
Miąższ
Kruchy, dość zwarty do twardego, biały, z tendencją do samoistnego żółknięcia, u form kolorowych pod skórką czerwonawy. Zapach lekko owocowy; smak cierpki. Bardzo silna i szybka reakcja z gwajakolem, brak reakcji z amoniakiem.
Cechy mikroskopowe
Podstawki 35–55 × 5,7–8 µm. Bazydiospory 7–12 × 6–9 μm, jajowate, pokryte amyloidalnymi brodawkami o średniej wielkości z nielicznymi łącznikami, hilum wyraźne. Cystydy w skórce kapelusza wrzecionowate o długości do 150 µm, pozytywnie reagujące z sulfowaniliną.
Gatunki podobne
Bardzo podobne są gołąbek buczynowy (Russula nobilis) i gołąbek krwisty (Russula sanguinea), ale odróżnia się od nich żółknięciem trzonu i blaszek w miejscu skaleczenia.

## Występowanie i siedlisko
Występuje w Ameryce Północnej, Europie i Azji. Najwięcej stanowisk podano w Europie. W Polsce Władysław Wojewoda w 2003 r. przytoczył 3 stanowiska, w późniejszych latach podano następne. Aktualne stanowiska podaje także internetowy atlas grzybów. Znajduje się w nim na liście gatunków zagrożonych i wartych objęcia ochroną.
Naziemny grzyb mykoryzowy występujący w cienistych lasach, głównie w grądach pod dębami i lipami.